# Alois Außerer
Alois Außerer (* 4. August 1876 in Brixlegg, Tirol; † 3. Juli 1950 in Salzburg) war ein österreichischer Priester und Dramatiker.

## Leben
Der aus dem salzburgischen Anteil Tirols stammende Priester unterrichtete mehr als 30 Jahre lang Latein und Griechisch am Salzburger Borromäum. Er schrieb Volksstücke und klassische Dramen. In einem Rückblick über sein literarisches Schaffen hielt ein Journalist fest, dass „Glaube, Liebe, Treue und Heimatland die ewig leuchtenden Sterne seiner Dichtung sind.“

## Werk
Seine Dramen wurden 1912–1923 im Salzburger Stadttheater gespielt. Emma Berndt spielte in der Titelrolle seiner Dido in der 1912 Inszenierung in Salzburg. 1924 schrieb er Das Maria-Plainer-Spiel für den Marienwallfahrtsort Maria Plain bei Salzburg. Anlässlich der feierlichen Eröffnung des Kollegs St. Benedikt wurde im Landestheater Außerers Rupertus am 30. April 1926 gegeben.
Ein charakteristisches Engagement für Außerer war die Bühnenfassung der Altenmarkter Comödy vom Jüngsten Gericht, die 1924 auf einer Freilichtbühne in Radstadt (Pongau) gegeben wurde. Das Stück war vor 1900 von einem anderen Professor am Borromäum bei Bauersleuten entdeckt worden. Außerers Bühnenadaption weist die für die salzburgische Festspielkultur typischen Merkmale auf, wo sich viele Theateraufführungen aus (bäuerlicher) religiöser Volkskultur speisten. Die Comödy – „einer wuchtigen Straf- und Bußpredigt gleich“ – wurde im nächsten Jahr wieder gegeben.

## Hörspielbearbeitung
- 1929: Das Leben trennt – Der Tod eint. Drama aus dem Bergmannsleben in vier Akten – Regie: Rolf Pinegger (Sendespiel (Hörspielbearbeitung) – Deutsche Stunde in Bayern)

Quelle: ARD-Hörspieldatenbank